# Mario Moriggi
Mario Moriggi (Pagazzano, 30 marzo 1941 – Pagazzano, 20 aprile 2016) è stato un calciatore italiano, di ruolo attaccante.

## Caratteristiche tecniche
Giocava come ala e come centravanti.

## Carriera

### Club
Moriggi iniziò la propria carriera nell'Alessandria: esordì in Serie A nella stagione 1958-1959, giocando la prima partita l'8 febbraio 1959 a Firenze contro la Fiorentina, a 17 anni e 10 mesi. Alla sua prima stagione in massima serie totalizzò 3 presenze, con una rete (contro la Lazio). Nel 1959-1960 militò ancora nelle file dell'Alessandria, segnando un gol (il 3 aprile 1960 contro l'Udinese) in 10 incontri. Lasciata la società piemontese si trasferì al Parma, con cui disputò due campionati di Serie B, ottenendo in entrambi lo stesso numero di presenze (35) e di reti (4) nel 1960-1961 e nel 1961-1962.